# Patrona-Halil-Aufstand

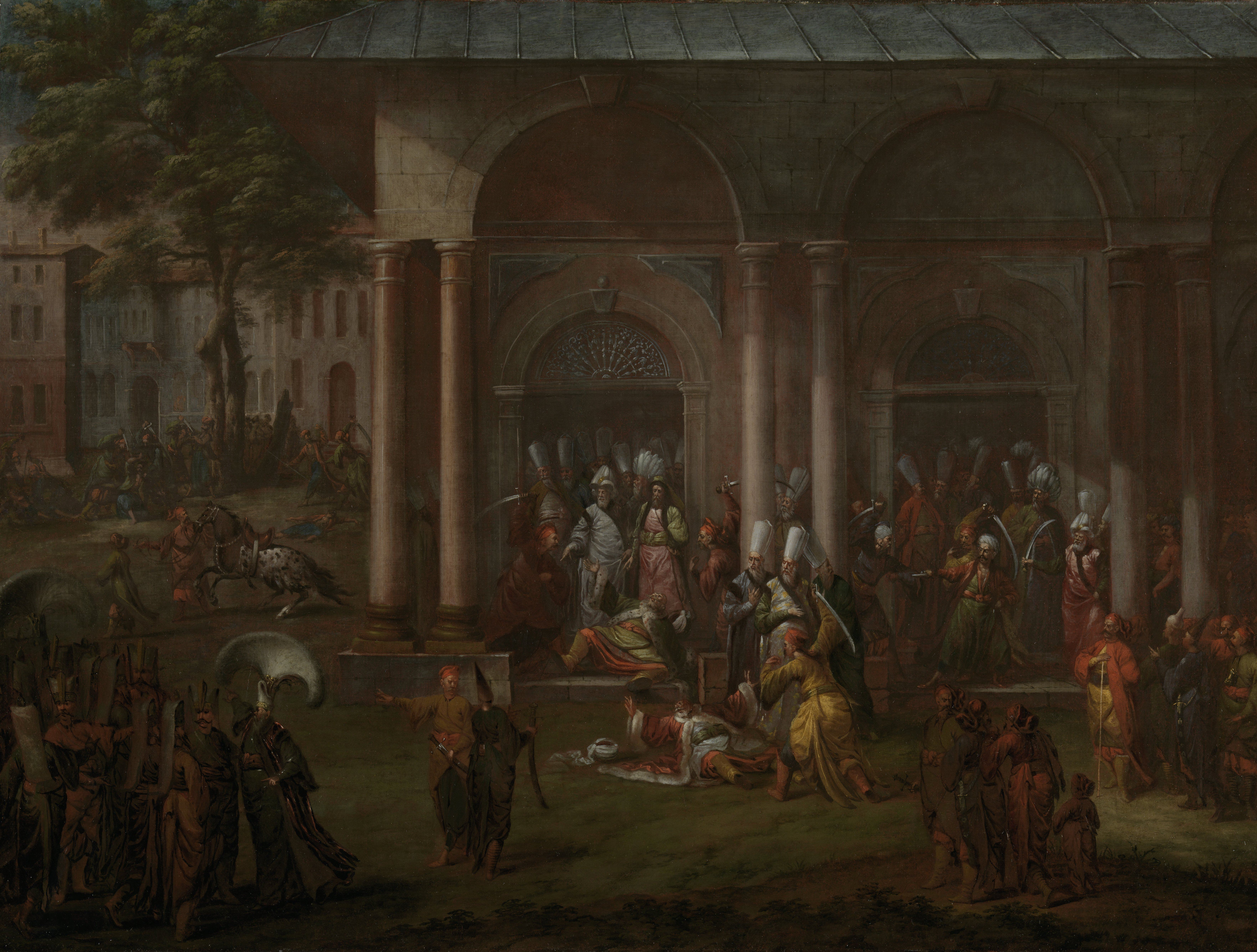
"Die Ermordung der Minister während des Aufstandes von Khalil Patrona" von Jean-Baptiste van Mour

Der Patrona-Halil-Aufstand fand 1730 im Osmanischen Reich statt und führte zum Sturz des Sultans Ahmed III.

## Patrona Halil
Der Aufstand wurde von dem albanischen Janitscharen Patrona Halil, der aus dem damals makedonischen Orestida (heute Argos Orestiko Griechenland) stammte, angeführt. Patrona Halil diente als Matrose auf dem Flaggschiff des osmanischen Vizeadmirals, der Patrona. Daher stammt vermutlich sein Beiname.
Als Janitschare war er am Aufstand in Niš beteiligt und führte 1720 einen weiteren Aufstand in Widin an. Patrona Halil floh nach den Aufständen in die Hauptstadt Istanbul, wo er dann unter anderem als Aufseher in einem Hamam sein Geld verdiente. Er hielt sich oft in den Wirtschaften in Galata auf. Halil war als Horpeşteli Arnavut Halil bekannt, doch seine Kameraden nannten ihn Patrona (Vizeadmiral).

## Der Aufstand

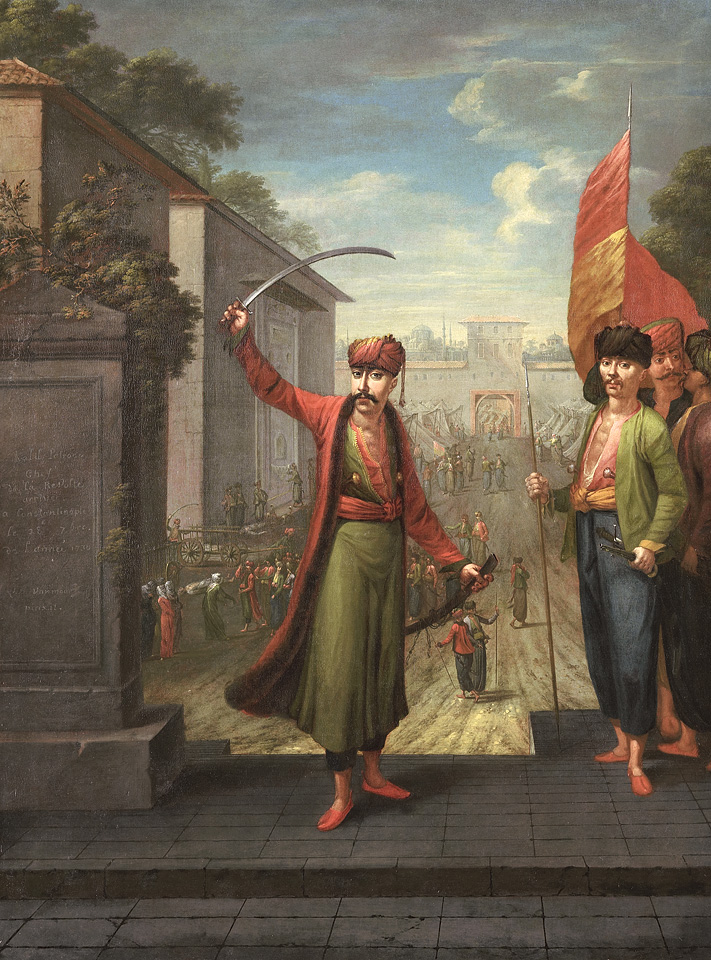
Patrona Halil, ebenfalls ein Gemälde des zeitgenössischen niederländischen Künstlers Jean-Baptiste van Mour.

Auslöser des Aufstandes war ein Krieg mit Persien, der in einer Katastrophe endete. Die Janitscharen übernahmen die Kontrolle in der osmanischen Hauptstadt und forderten vom Sultan die Auslieferung des Großwesirs Nevşehirli Damat İbrahim Pascha, den sie für die Niederlage verantwortlich machten. Unter Nevşehirli Damat İbrahim Pascha hatte auch die Periode der Tulpenzeit, die den Unmut der Aufständischen verstärkte, begonnen. Der Sultan gab nach, wurde dann aber selbst im September abgesetzt. Der Großwesir und einige seiner Gefährten wie der Dichter Nedîm wurden getötet.
Viele Prunkvillen im Stadtteil Kağıthane und andere Gebäude, die in den Augen der Aufständischen für die Dekadenz der Tulpenzeit standen, wurden zerstört. Vier Wochen nach dem Aufstand war das Reich in den Händen der Aufständischen. Patrona Halil ritt mit dem designierten Sultan Mahmud I. zu der Eyüp-Sultan-Moschee, wo dieser in einer Zeremonie mit dem Schwert Osmans zum Sultan ernannt wurde. Viele der hohen Regierungsmitglieder wurden abgesetzt und neue durch die Rebellen eingesetzt. So bat Patrona Halil den Dīwān (dt.: Staatsrat), den griechischen Metzger Yanaki, der Patrona Halil mit Geld unterstützt hatte, zum Gospodar von Moldawien zu ernennen.
Doch mit der Zeit wurde die Anmaßung der Rebellen untragbar. So schafften es der Khan der Krim, der sich zu der Zeit in Istanbul aufhielt, der osmanische Großwesir, der Mufti und der Agha der Janitscharen die Regierung von den Rebellen zu befreien. Patrona Halil wurde vor Gericht gestellt und zum Tode verurteilt. 7000 weitere Aufständische, darunter auch sein griechischer Freund Yanaki, wurden ebenfalls hingerichtet. Der Aufstand hatte fast zwei Monate angedauert und wurde durch den Neid der anderen Janitscharenoffiziere auf Patrona Halil und deren Bereitschaft, ihn zu beseitigen, schnell beendet.
In der Chronik “Tarih-i göynüklü” von Göynüklü Ahmed Efendi werden diese Ereignisse genau geschildert.

## Auswirkungen
Der Aufstand beendete teilweise die Tulpenzeit, in der das Reich sich Europa öffnete und vor allem Kontakte mit Frankreich hatte. So wurden in Istanbul nach Vorbild der französischen Palastgarten neue Gärten angelegt und Paläste erbaut. Es entstand ein Fluss von Ideen und Literatur, so wurde der Buchdruck unter Sultan Ahmed III. eingeführt. Diese Reformen und Neuerungen wurden von vielen für Dekadenz und Entfernung von der Religion empfunden.